# Teatro Smeraldo
Il Teatro Smeraldo era uno storico teatro di Milano, aperto nel 1942 e chiuso il 1º luglio 2012.

## Storia
Il teatro fu progettato tra il 1939 e il 1940 da Alessandro Rimini che, essendo di origini ebraiche, non poté firmare il progetto a causa delle leggi razziali fasciste all'epoca vigenti.
Il teatro aprì nel 1942 e, fino alla chiusura, venne gestito dalla famiglia Longoni, a partire dal conte e senatore Mario Longoni, per passare poi al figlio Gianfranco, tramandato di generazione in generazione.. Vi si tennero molti spettacoli musicali, tra cui la Rock Parade dal 27 gennaio al 2 febbraio 1958, organizzata da Miki Del Prete con la partecipazione di Adriano Celentano, il sassofonista Eraldo Volonté con il suo gruppo e Tony Dallara, che in quell'occasione lanciò Come prima e la prima edizione della Sei giorni della canzone nel 1958; dagli anni '60 diventò una sala cinematografica, tale rimase fino agli anni ottanta, quando fu deciso (sotto la direzione artistica di Gianmario Longoni, che ne è stato l'ultimo proprietario) di usarlo esclusivamente per rappresentazioni teatrali, soprattutto musical e recital di singoli artisti.
Dopo innumerevoli voci di chiusura, paventate da Gianmario Longoni fin dal 2009, lo Smeraldo ha terminato ufficialmente la sua ultima stagione di attività in data 11 giugno 2012 con uno spettacolo dei Fichi d'India. L'ultima serata, commemorativa, è stata il 30 giugno 2012, con un Dj set di Alex Cicognini, dj resident dello storico locale Shocking Club di proprietà dello stesso Gianmario Longoni.
Dal 1º luglio 2012 l'edificio è passato ufficialmente alla catena Eataly di Oscar Farinetti che lo ha trasformato in un negozio Eataly e che è stato inaugurato il 18 marzo 2014.
Secondo lo stesso Longoni, la causa della chiusura sarebbe in parte motivata dagli interminabili lavori di piazza XXV Aprile, proprio di fronte all'ingresso del teatro, e in parte dalla «concorrenza sleale degli Arcimboldi», il quale riceve due milioni e mezzo di euro l'anno e «può permettersi di affittare a prezzi più bassi».
Il 4 ottobre 2009 al Teatro Smeraldo Beppe Grillo fondò il Movimento 5 Stelle.